# François Teroin
François Teroin, né le 9 juillet 1993 à Vélizy-Villacoublay, est un rameur d'aviron français.

## Carrière
Il remporte aux Championnats du monde des moins de 23 ans de 2015 à Plovdiv la médaille d'or en quatre de couple poids léger. Aux Championnats du monde d'aviron 2016, il est médaillé d'argent en quatre de couple poids léger.
Il est médaillé d'or en quatre de couple poids léger aux Championnats du monde d'aviron 2017.